# Altkalendarische Kirchen in Griechenland
Altkalendarische Kirchen sind einige kleine orthodoxe Kirchen in Griechenland, die dem Julianischen Kalender folgen. Sie werden von den meisten anderen orthodoxen Kirchen nicht anerkannt.

## Geschichte
1924 führte die orthodoxe Kirche von Griechenland den Neujulianischen Kalender an Stelle des bisherigen Julianischen Kalenders ein. Einige Geistliche und Gläubige lehnten die Reform ab und gründeten die Gesellschaft der Kirche der wahren Christen Griechenlands. 1935 schlossen sich drei Metropoliten der neuen Kirche an. Sie weihten vier neue Bischöfe als Grundlage für eine eigenständige Kirche. Die Metropoliten wurden daraufhin zu fünf Jahren Klosterhaft von der orthodoxen Kirche verurteilt, kamen jedoch nach Intervention des Königs Georg II. nach fünf Monaten wieder frei.
1937 gründete Bischof Matthaios eine eigene Kirche, nachdem Metropolit Chrysostomos von Florina um Wiederaufnahme in die orthodoxe Kirche gebeten hatte, was jedoch abgelehnt wurde.
Aus beiden Kirchen spalteten sich weitere Gemeinschaften ab.
2014 schlossen sich die Chrysostomos-Synode und die Synode im Widerstand wieder zusammen, seit 2015 gibt es Gespräche über die Wiedervereinigung der Chrysosotomos- und der Matthaios-Synode.

## Praxis und Lehre
Die Kirchen folgen dem orthodoxen Ritus in Liturgie und geistlichem Leben. Sie verurteilen die orthodoxe Kirche von Griechenland für die Einführung des Neujulianischen Kalenders als Abweichung vom kanonischen Recht.
Die Matthaios-Kirchen erkennen  deshalb alle Sakramente der orthodoxen Kirche wie Priesterweihe und Taufe nicht an. 
Alle altkalendarischen Kirche lehnen den Ökumenismus der orthodoxen Kirche mit der katholischen Kirche ab. Dies betrifft den Kalender, aber auch gemeinsame Gottesdienste und andere Annäherungen.

## Altkalendarische Kirchen

### Floriniten
Die Floriniten (englisch Florinites) gehen auf die erste altkalendarische Kirche in Griechenland unter Metropolit Chrysostomos von Florina zurück.
- Kirche der wahren Christen Griechenlands (Chrysostomos-Synode), seit 1924
- Kirche der wahren orthodoxen Christen Griechenlands (Synode im Widerstand), 1979 abgespalten, 2014 wiedervereinigt
- Kirche der wahren orthodoxen Christen Griechenlands (Auxentios-Synode), 1985 abgespalten
- Kirche der wahren orthodoxen Christen Griechenlands (Kallinikos-Synode), 1995 abgespalten
- Heilige Metropolitansynode des Väterlichen Kalenders der Kirche der wahren Christen Griechenlands, 2007 von Kallinikos-Synode abgespalten

### Matthaios-Richtung
Die Matthewiten (englisch Matthewites) gehen auf die Kirche der wahren Christen Griechenlands unter Metropolit Matthaios (englisch Matthew) zurück.
- Kirche der wahren Christen Griechenlands (Matthaios-Synode), 1937 von Chrysostomos-Synode abgespalten
- Kirche der wahren Christen Griechenlands (Kirykos-Synode), 2005 abgespalten